# Saint Paul (Arkansas)
Saint Paul es un pueblo ubicado en el condado de Madison en el estado estadounidense de Arkansas. En el Censo de 2010 tenía una población de 113 habitantes y una densidad poblacional de 162,19 personas por km².

## Geografía
Saint Paul se encuentra ubicado en las coordenadas 35°49′37″N 93°46′2″O / 35.82694, -93.76722. Según la Oficina del Censo de los Estados Unidos, Saint Paul tiene una superficie total de 0.7 km², de la cual 0.7 km² corresponden a tierra firme y (0%) 0 km² es agua.

## Demografía
Según el censo de 2010, había 113 personas residiendo en Saint Paul. La densidad de población era de 162,19 hab./km². De los 113 habitantes, Saint Paul estaba compuesto por el 99.12% blancos, el 0% eran afroamericanos, el 0% eran amerindios, el 0% eran asiáticos, el 0% eran isleños del Pacífico, el 0% eran de otras razas y el 0.88% pertenecían a dos o más razas. Del total de la población el 0.88% eran hispanos o latinos de cualquier raza.